# Iraans kenteken

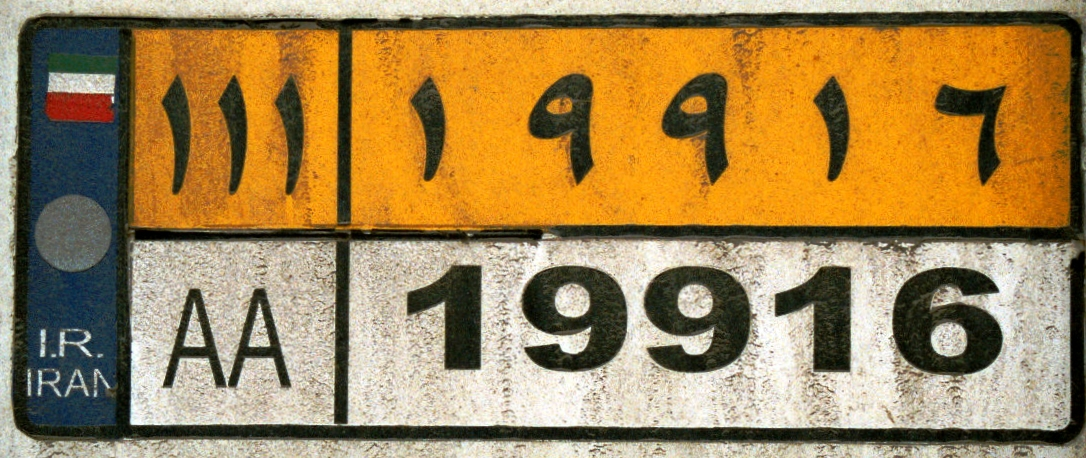

De kentekenplaat van Iran uit 2005 is vergelijkbaar met de Europese kentekenplaat. Links staat in het blauwe vak de vlag van Iran en staat er IR en Iran.
Verder zijn er zowel Arabische- als Latijnse letters en cijfers. De Arabische zijn zwart met een gele achtergrond, de Latijnse zwart met een witte achtergrond.